# Marcel Gaus
Marcel Gaus (Hagen, 1989. augusztus 2. –) német labdarúgó, 2017 óta az Ingolstadt 04 csatára.

## Pályafutása
Gaus pályafutását az SV Hilden-Nord utánpótlásában kezdte, később lett a Fortuna Düsseldorf ifistája. 2005. május 12-én bemutatkozhatott a negyedosztályú Fortuna Düsseldorf II csapatában a Stuttgarter Kickers ellen. Később 40 alkalommal a másodosztályú csapatban is játszott, 5 gólt lőtt. 2011-ben az FSV Frankfurt játékosa lett. A szintén másodosztályú csapatban mindössze két meccsel játszott kevesebbet, de ugyanúgy 5 gólt lőtt. Mivel nem kapott sok lehetőséget, két év múlva az ugyanúgy Bundesliga 2-szereplő 1. FC Kaiserslauternbe igazolt. Első meccsét az SC Paderborn 07 ellen játszotta. Szerződése 2015. június 30-ig szól.